# Джои (коммуна)
Джои (итал. Gioi) — коммуна в Италии, располагается в регионе Кампания, в провинции Салерно.
Население составляет 1465 человек (2008 г.), плотность населения составляет 52 чел./км². Занимает площадь 28 км². Почтовый индекс — 84056. Телефонный код — 0974.
Покровителями коммуны почитаются Пресвятая Богородица (Madonna del Rosario) и святитель Николай Мирликийский, празднование 6 декабря.

## Демография
Динамика населения:

## Администрация коммуны
- Официальный сайт: https://web.archive.org/web/20070407173427/http://www.comunegioi.it/